# Saison 2016 de l'équipe cycliste Cibel-Cebon
La saison 2016 de l'équipe cycliste Cibel-Cebon est la onzième de cette équipe.

## Préparation de la saison 2016

### Arrivées et départs
| Arrivées           | Équipe 2015                 |
| ------------------ | --------------------------- |
| Johannes De Paepe  | Van Der Vurst-Hiko          |
| Michiel Dieleman   | Smartphoto                  |
| Gregory Franckaert | Profel United               |
| Gianni Marchand    | KSV Deerlijk-Gaverzicht     |
| Niels Vandyck      | Baguet-MIBA Poorten-Indulek |

| Départs                 | Équipe 2016                      |
| ----------------------- | -------------------------------- |
| Thomas Gibbons          |                                  |
| Matthias Ongena         |                                  |
| Guy Smet                |                                  |
| Niels Van Dorsselaer    | Wetterse Dakwerken-Trawobo-VDM   |
| Matthias Van Holderbeke | Decock-Woningbouw Vandekerckhove |

## Coureurs et encadrement technique

### Effectif
| Cycliste              | Date de naissance | Nationalité | Équipe 2015                  |  |
| --------------------- | ----------------- | ----------- | ---------------------------- |  |
| Kevin Callebaut       | 16 octobre 1991   | Belgique    | Cibel                        |  |
| Bjorn De Decker       | 10 janvier 1988   | Belgique    | Cibel                        |  |
| Kevin De Jonghe       | 4 décembre 1991   | Belgique    | Cibel                        |  |
| Johannes De Paepe     | 5 octobre 1992    | Belgique    | Van Der Vurst-Hiko           |  |
| Michiel Dieleman      | 29 avril 1990     | Belgique    | Smartphoto                   |  |
| Gregory Franckaert    | 21 septembre 1988 | Belgique    | Profel United                |  |
| Jens Geerinck         | 9 septembre 1993  | Belgique    | Cibel                        |  |
| Kenny Goossens        | 4 mars 1991       | Belgique    | Cibel                        |  |
| Gianni Marchand       | 1er juin 1990     | Belgique    | KSV Deerlijk-Gaverzicht      |  |
| Lawrence Naesen       | 28 août 1992      | Belgique    | Cibel                        |  |
| Thomas Ongena         | 22 octobre 1980   | Belgique    | Cibel                        |  |
| Glenn Rotty           | 26 janvier 1994   | Belgique    | Cibel                        |  |
| Joeri Stallaert       | 25 janvier 1991   | Belgique    | Cibel                        |  |
| Jori Van Steenberghen | 9 octobre 1991    | Belgique    | Cibel                        |  |
| Niels Vandyck         | 30 août 1990      | Belgique    | Baguet-MIBA Poorten-Indulek  |  |
| Benjamin Verraes      | 21 février 1987   | Belgique    | Cibel                        |  |
| Stagiaire             | Date de naissance | Nationalité | Équipe 2016                  |  |
| Wim Reynaerts         | 12 mai 1995       | Belgique    | Home Solution-Anmapa-Soenens |  |

Portraits
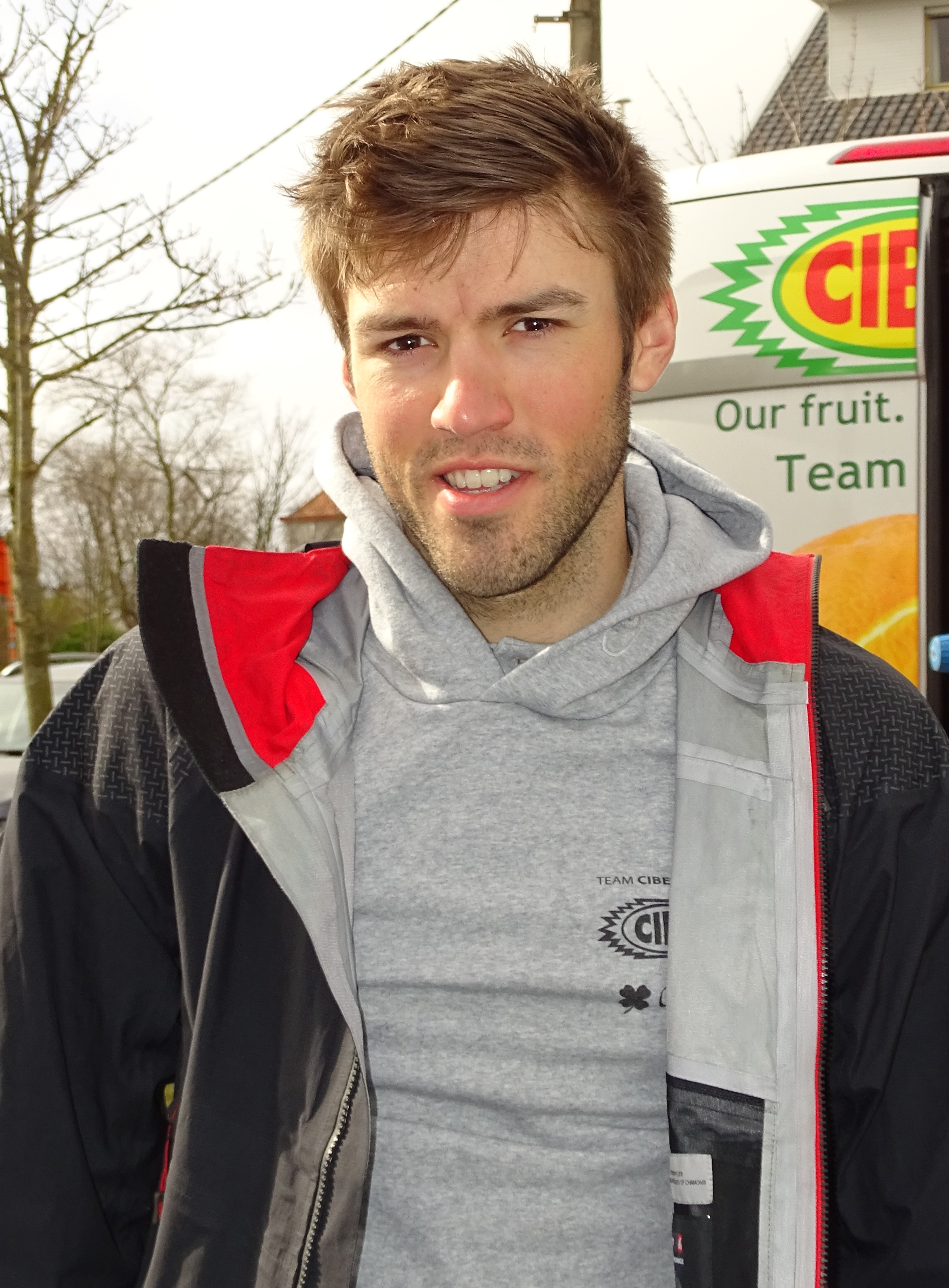
Michiel Dieleman.
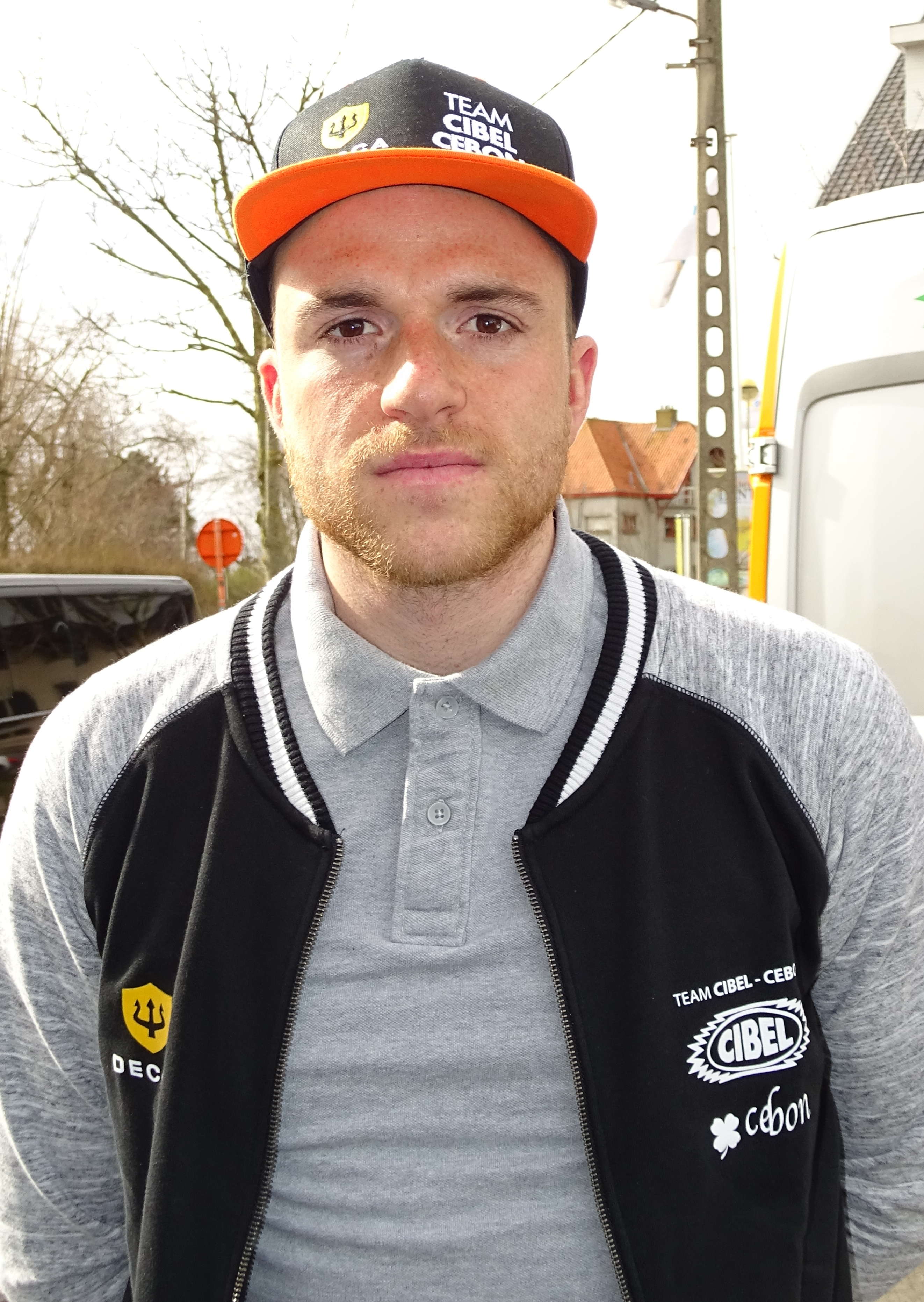
Jens Geerinck.
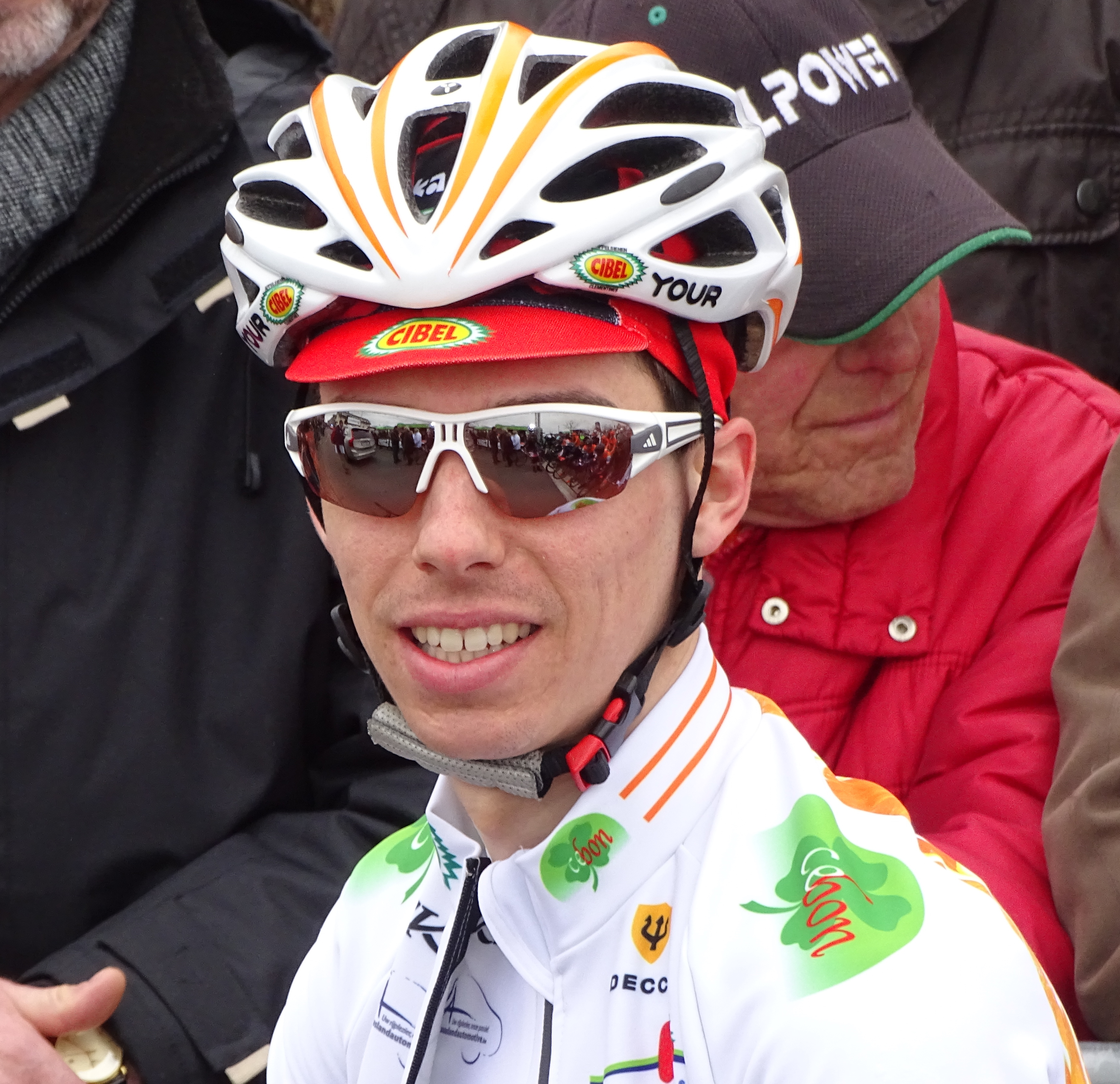
Gianni Marchand.
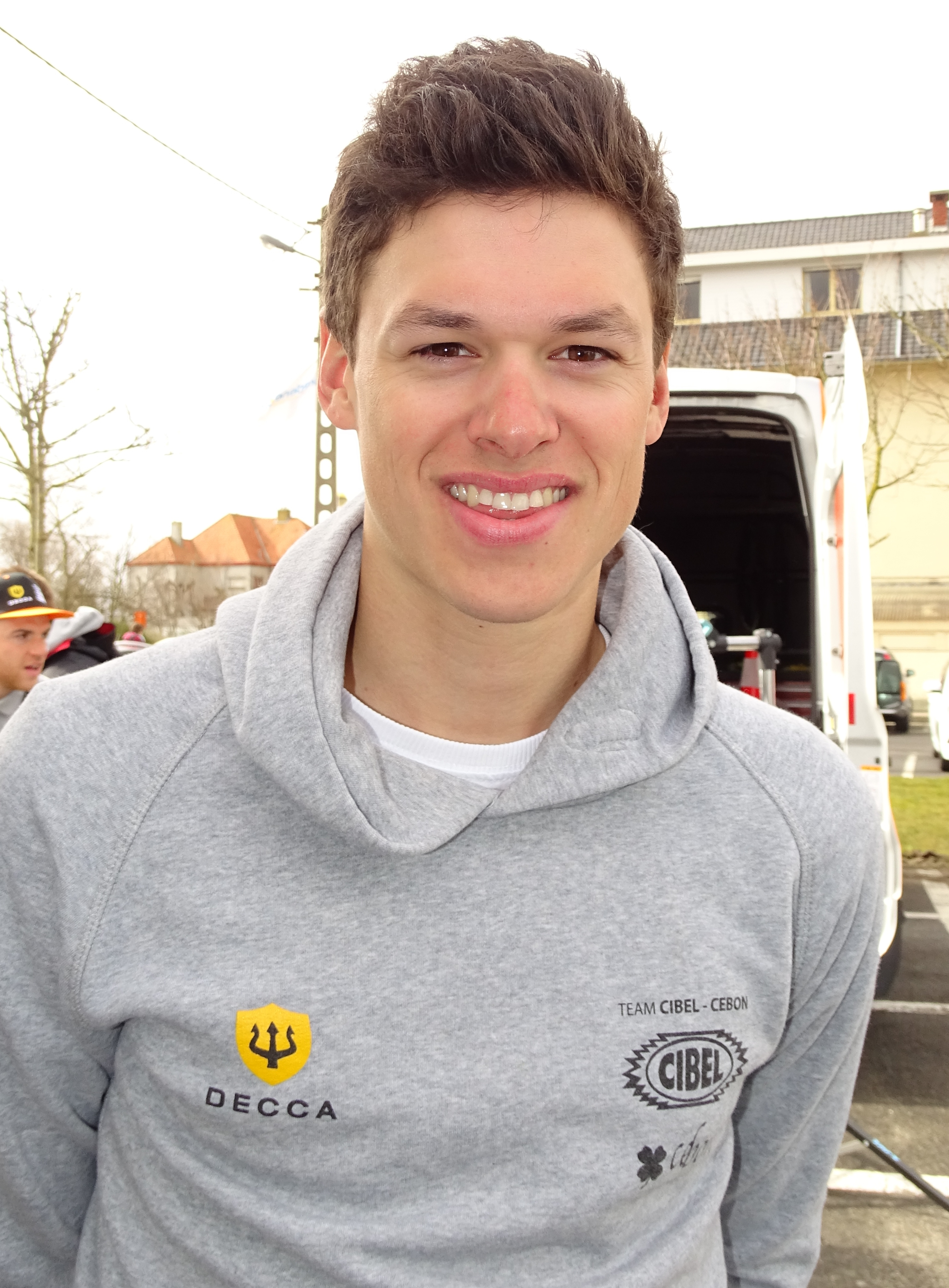
Lawrence Naesen.

## Bilan de la saison

### Victoires
| Date | Course | Pays | Classe | Vainqueur |
| ---- | ------ | ---- | ------ | --------- |